# Владислав II (князь Оломоуца)
Владислав II (чеш. Vladislav II.; ум. 1165) — князь Оломоуца с 1137 года, старший сын князя Чехии Собеслава I и Аделаиды (Адлеты) Венгерской.

## Биография
Год рождения Владислава неизвестен.
В 1137 году Владислав получил от своего отца, чешского князя Собеслава I, в качестве удел Оломоуцкое княжество.
Желая обеспечить наследование своим сыновьям Собеслав I решил попытаться изменить закон о престолонаследии Бржетислава I, по которому чешский престол наследовал старший представитель династии Пржемысловичей. Он решил заменить его принципом наследования по первородству. Для этого он в 1138 году собрал сейм в городе Садска, на котором предложил утвердить своим наследником старшего сына Владислава. Сейм пошёл навстречу Собеславу и утвердил Владислава его наследником, однако это решение вызвало недовольство других Пржемысловичей. И когда в 1139 году Собеслав во время охоты заболел и был отвезён в город Гостинне, знать тайно собралась в Вышеграде, где было решено не обращать внимание на решение сейма.
Собеслав умер 14 февраля 1140 года в Гостинне. А уже 17 февраля сейм утвердил новым князем Владислава II, сына покойного князя Владислава I (брата Собеслава I). Новый князь в этом же году лишил племянника Оломоуца, передав его Оте III Детлебу, сыну прежнего князя Оломоуца Оты II Чёрного, который был верным союзником Владислава I.
Недовольная тем, что новый чешский князь проявил себя полновластным правителем, чешская знать во главе с жупаном Начератом в 1142 году восстала, объявила князя Владислава II неспособным к правлению и избрала князем зноемского князя Конрада II. К восстанию присоединились многие моравские Пржемысловичи — брненский князь Вратислав, оломуцкий Ота III, Спытигнев и Лупольт (сыновья покойного чешского князя Борживоя II). Присоединился к восстанию и Владислав, сын Собеслава I. Собранная Конрадом Зноемским армия вторглась в Чехию и разбила армию Владислава II в битве у Высокой горы около Малешова. Однако воспользоваться победой восставшие не смогли: князю Владиславу II удалось отступить, а жупан Начерат погиб в битве.
Владислав II, оставив Прагу под защитой своего брата Депольта, отправился в Германию просить помощи у императора Конрада III. Все попытки восставших, осадивших Прагу, захватить город, закончились безрезультатно, а когда подошла армия императора Конрада III, они были вынуждены бежать в Моравию. В следующем году князь Владислав II вторгся в Моравию и овладел уделами мятежных князей. Бывший оломоуцкий князь Владислав также был вынужден бежать — в Венгрию.
О дальнейшей судьбе Владислава известно мало. В 1146 году он встречался с князем Владиславом II. Последний раз имя Владислава упоминается в 1165 году. Детей он не оставил, а его претензии на чешский престол унаследовал младший брат Собеслав.

## Брак
Жена: с 1152/1155 N, дочь маркграфа Бранденбурга Альбрехта I Медведя и Софьи фон Винценбург. Детей не было